# Солтус, Павел Станиславович
Павел Станиславович Солтус (род. 19 февраля 1962) — забойщик шахты имени В. И. Ленина государственного предприятия «Артёмуголь», Донецкая область, Герой Украины (2001).

## Биография
Родился 19 февраля 1962 года в г. Горловка, Донецкой области.
Образование среднее, окончил ПТУ № 37 (г. Горловка, 1977—1980).
- 08.1980−04.1981 — электрослесарь, Горловское ПО «Стирол».
- 04.1981−04.1983 — служба в Советской Армии.
- 07.1983−09.1986 — ученик горняка очистного забоя, горняк очистного забоя, ученик забойщика, забойщик, шахта им. Ю. О. Гагарина ПО «Артеуголь», г. Горловка.
- С 09.1986 — забойщик на отбойных молотках, шахта им. В. И. Ленина ПО «Артемуголь», г. Горловка.

Народный депутат Украины 5 созыва от «Партии регионов».
Депутат Горловского городского совета.

### Семья
- Отец — Станислав Николаевич (ум. 1970).
- Мать — Варвара Ивановна (род. 1934).

## Награды и премии
- Герой Украины (23.08.2001, за выдающиеся личные результаты в добыче угля, самоотверженный труд и трудовую доблесть).
- Награждён орденом «За заслуги» III степени[4].
- Награждён знаком «Шахтёрская слава» всех трёх степеней.